# Paussac-et-Saint-Vivien
Paussac-et-Saint-Vivien (okzitanisch Pauçac e Sent Bébian) ist eine französische Gemeinde im Département Dordogne in der Region Nouvelle-Aquitaine (vor 2016: Aquitanien). Sie hat 455 Einwohner (Stand: 1. Januar 2022) und gehört zum Kanton Brantôme en Périgord. Die Einwohner werden Paussacois-et-Saint-Vivianais und Paussacoises-et-Saint-Vivianaises genannt.

## Geographie
Paussac-et-Saint-Vivien liegt etwa 23 Kilometer nordwestlich von Périgueux an der Euche und am Fluss Boulou. Umgeben wird Paussac-et-Saint-Vivien von den Nachbargemeinden Mareuil en Périgord im Nordwesten und Norden, Brantôme en Périgord im Nordosten, Saint-Julien-de-Bourdeilles im Osten, Bourdeilles im Osten und Südosten, Creyssac im Süden, Grand-Brassac im Südwesten sowie Saint-Just im Westen.

## Geschichte
1830 wurden die Gemeinden Paussac und Saint-Vivien zusammengeschlossen.

### Bevölkerungsentwicklung
| Jahr                       | 1962 | 1968 | 1975 | 1982 | 1990 | 1999 | 2006 | 2019 |
| Einwohner                  | 510  | 474  | 477  | 399  | 383  | 393  | 446  | 474  |
| Quellen: Cassini und INSEE |      |      |      |      |      |      |      |      |

## Sehenswürdigkeiten
- Kirche Saint-Timothée in Paussac aus dem 12. Jahrhundert, Umbauten im 14. Jahrhundert, seit 1902 als Monument historique klassifiziert
- Kirche Saint-Vivien in Saint-Vivien aus dem 12./13. Jahrhundert
- Pfarrhaus Saint-Michel in Paussac aus dem Jahre 1901
- Dolmen von Peyrelevade, seit 1960 als Monument historique eingeschrieben
- Monolith von Peyre Dermale, seit 1960 als Monument historique eingeschrieben
- Herrenhaus von Paussac aus dem 15./16. Jahrhundert
- Herrenhaus von Le Prezat aus dem 16. Jahrhundert
- Schloss Peignefort in Paussac aus dem 19. Jahrhundert

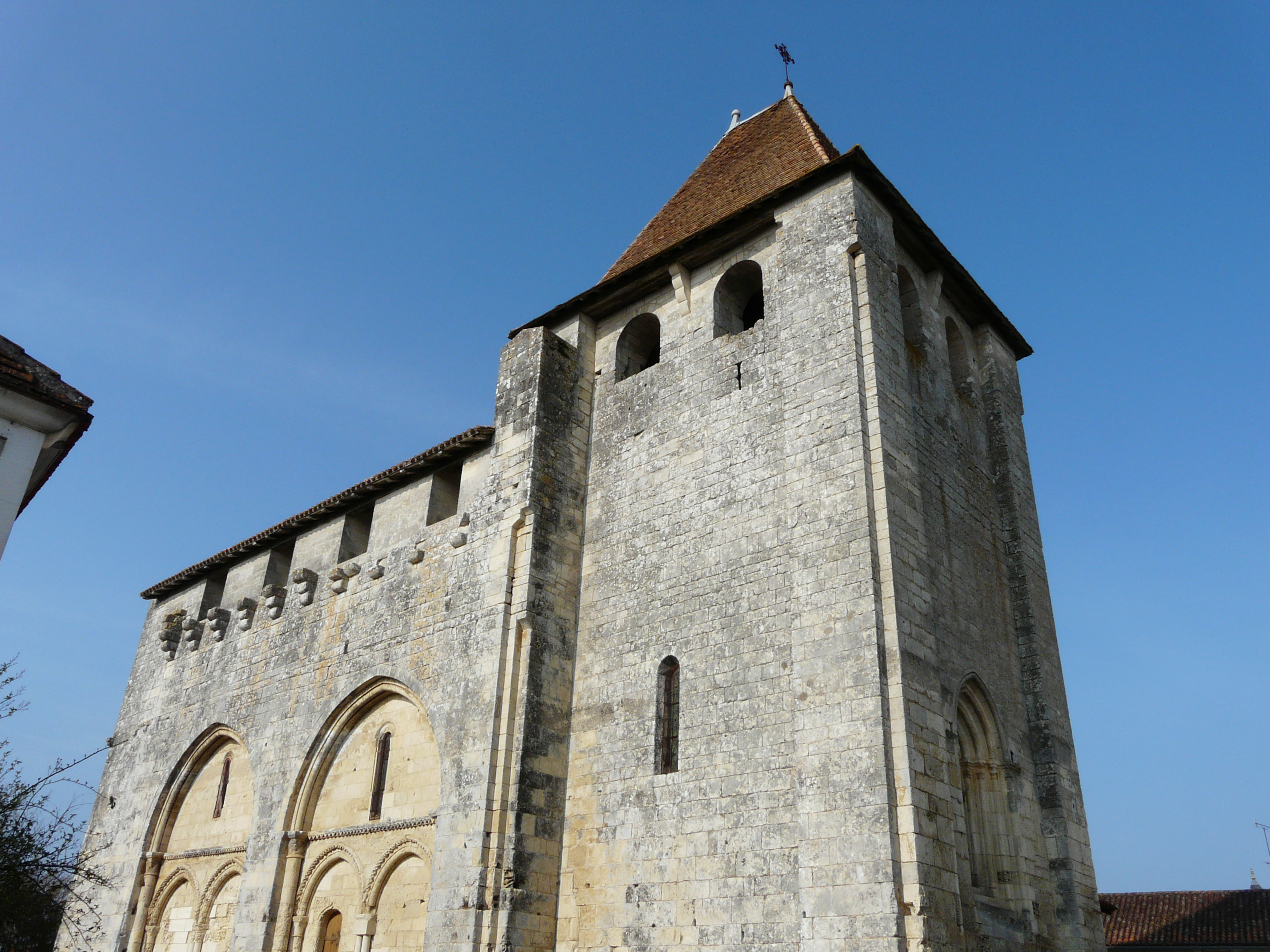
Kirche Saint-Timothée
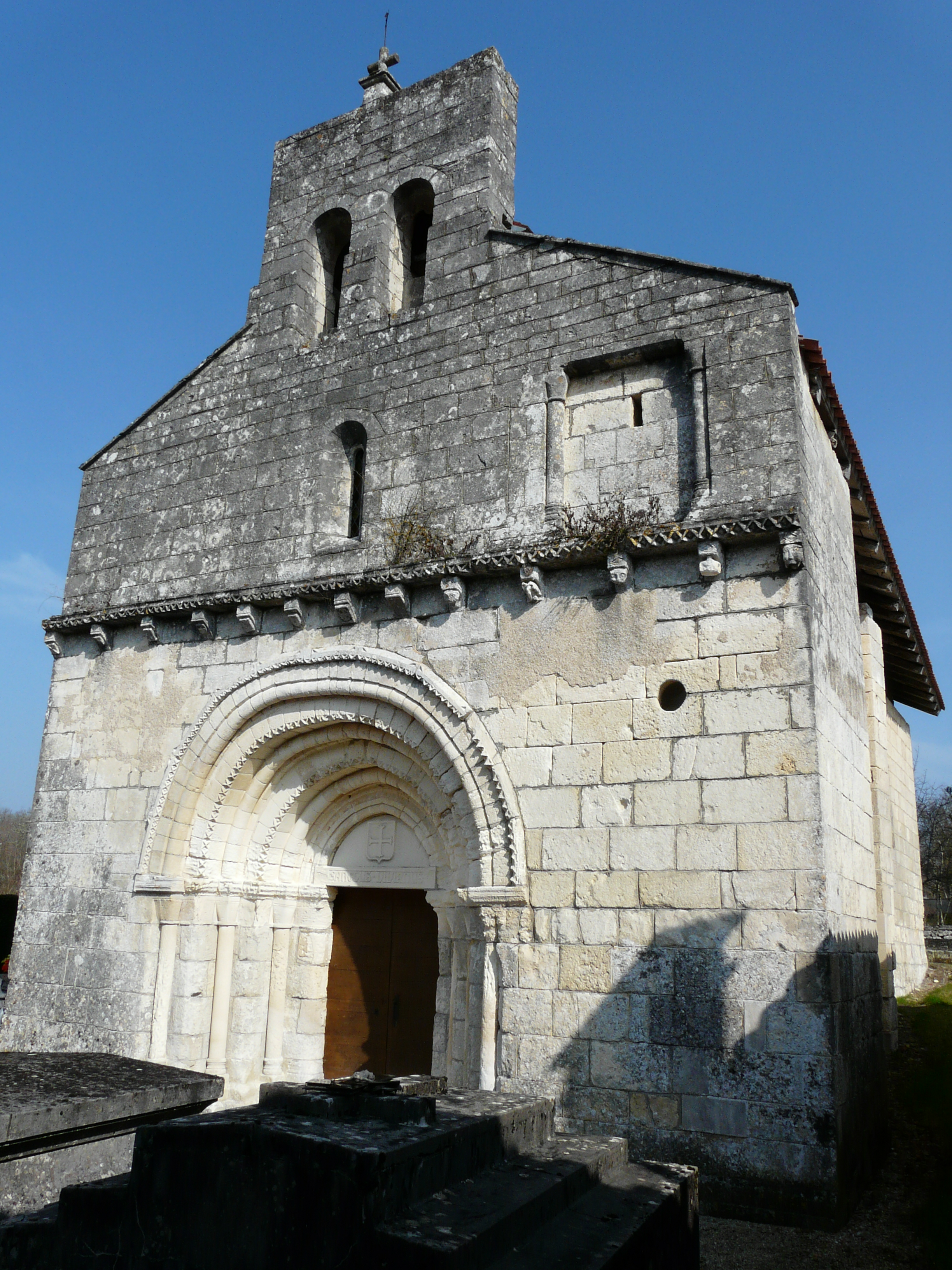
Kirche Saint-Vivien
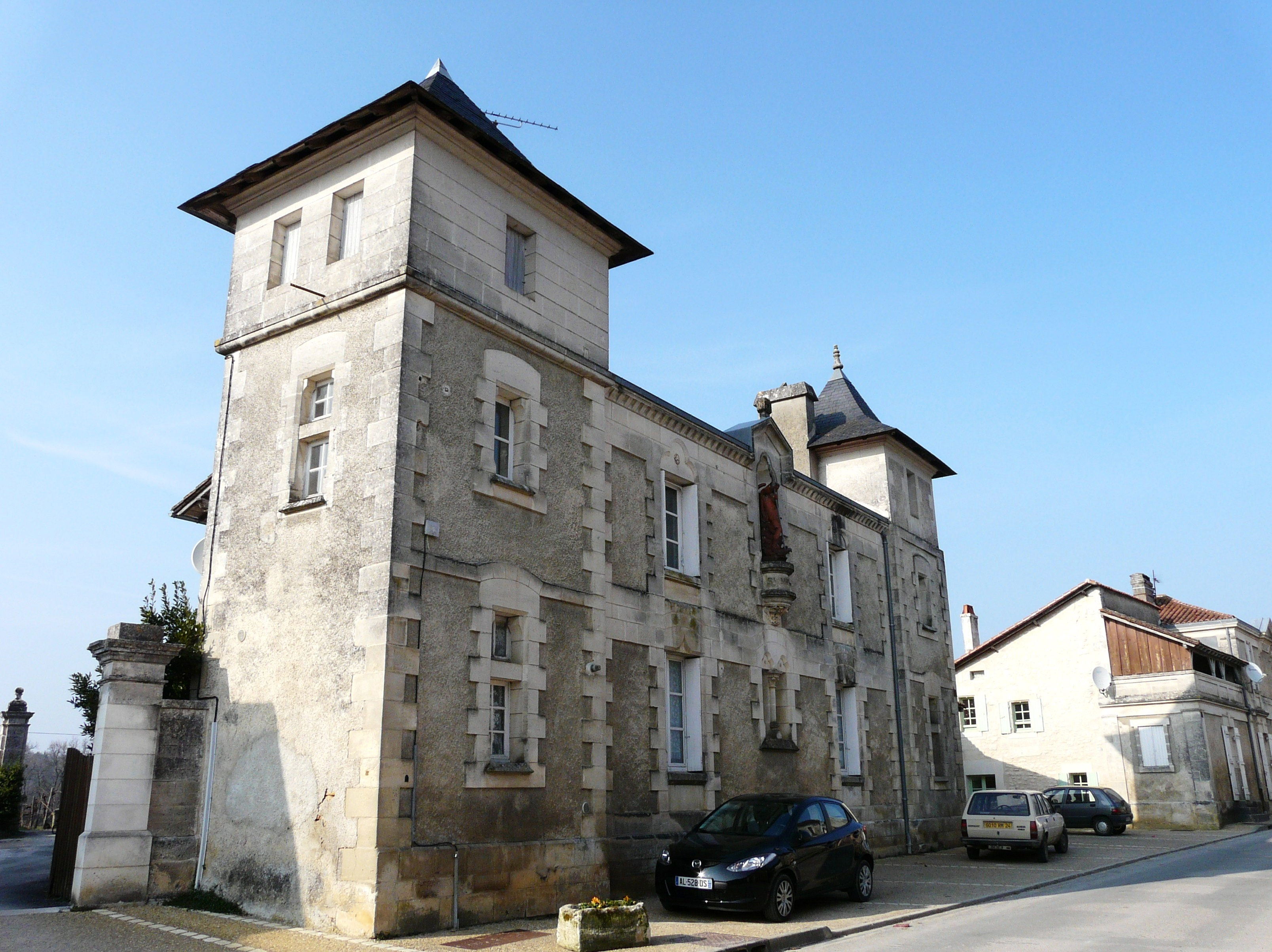
Pfarrhaus Saint-Michel
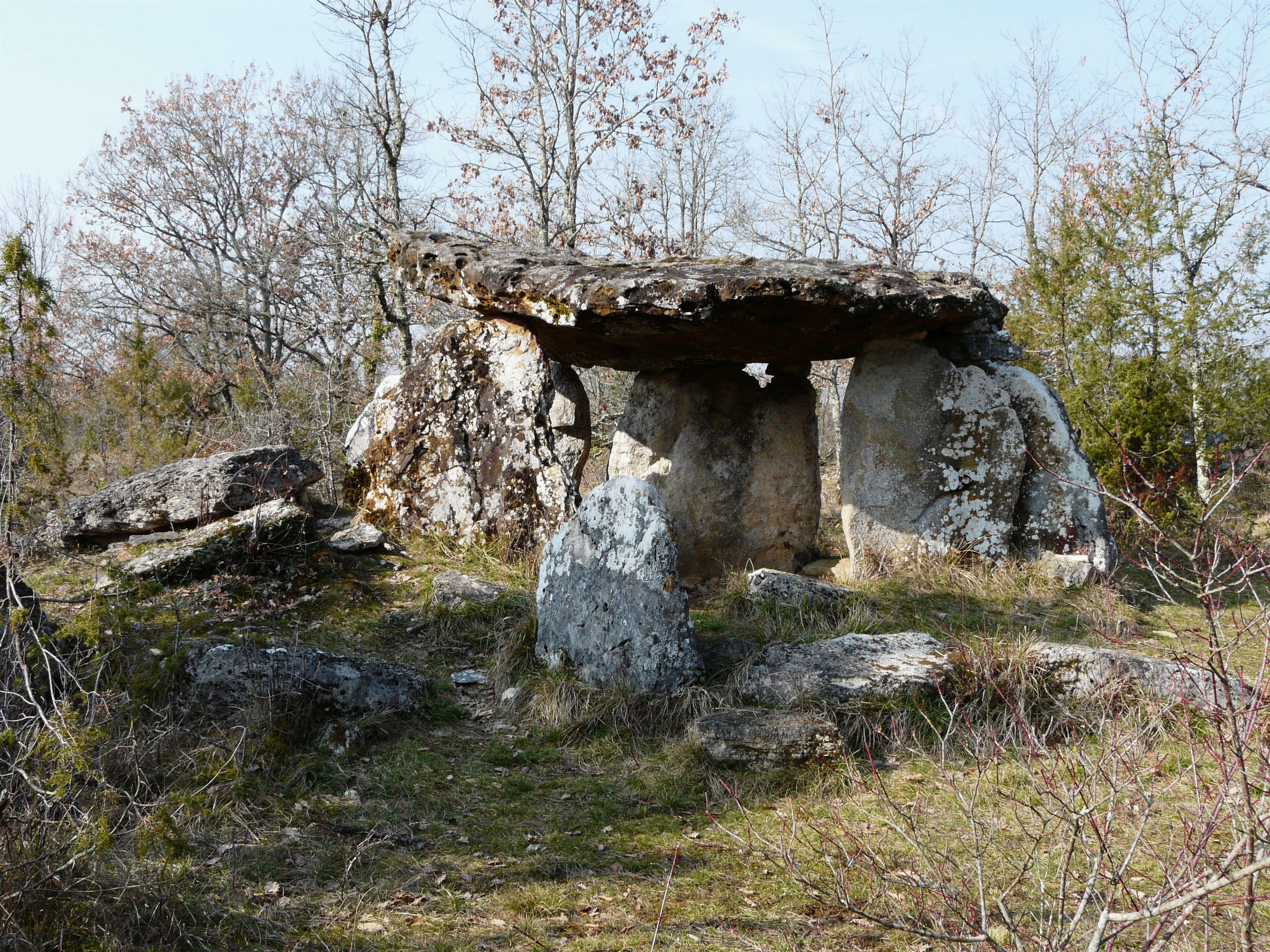
Dolmen Peyrelevade
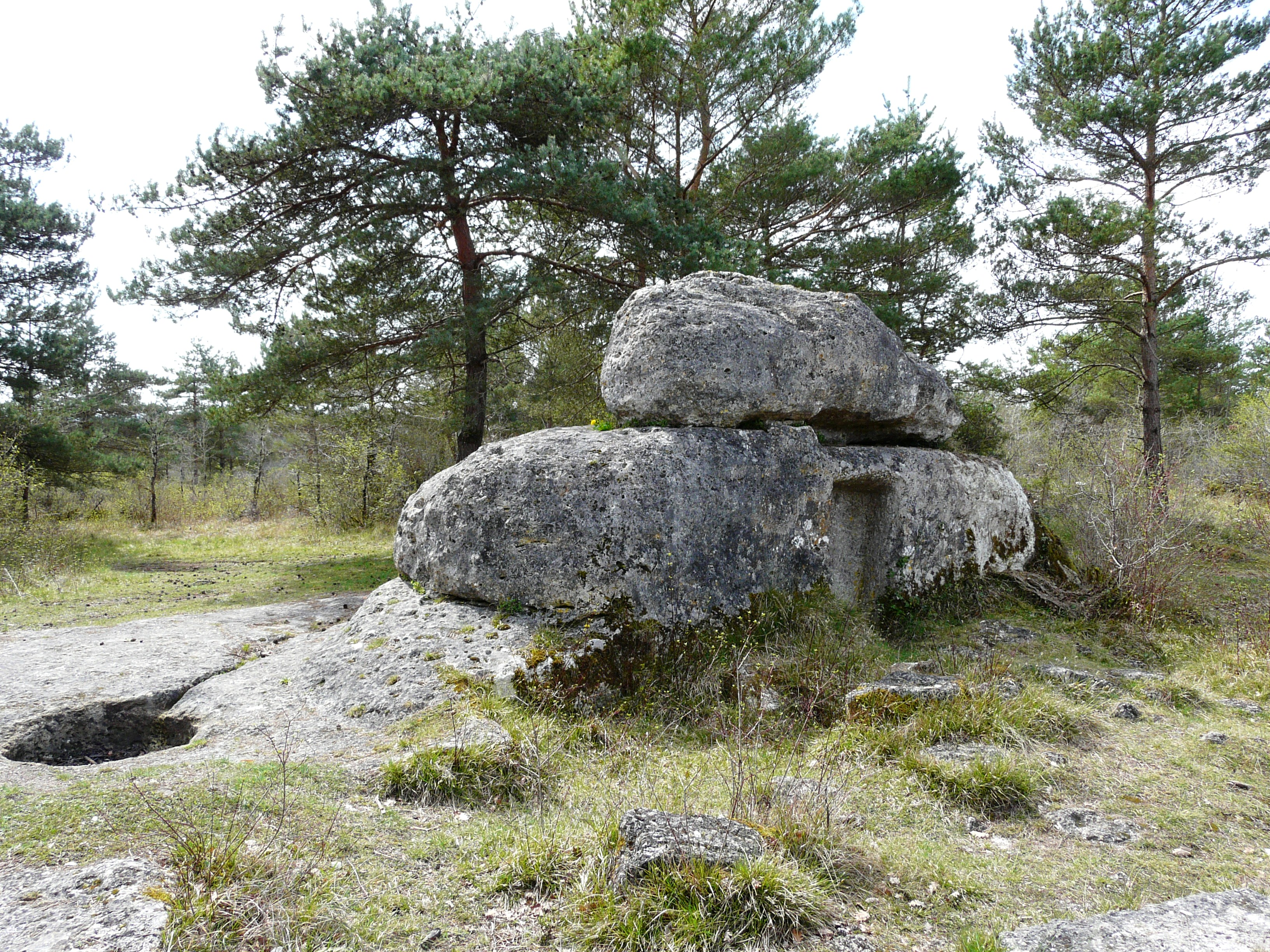
Monolith von Peyre Dermale
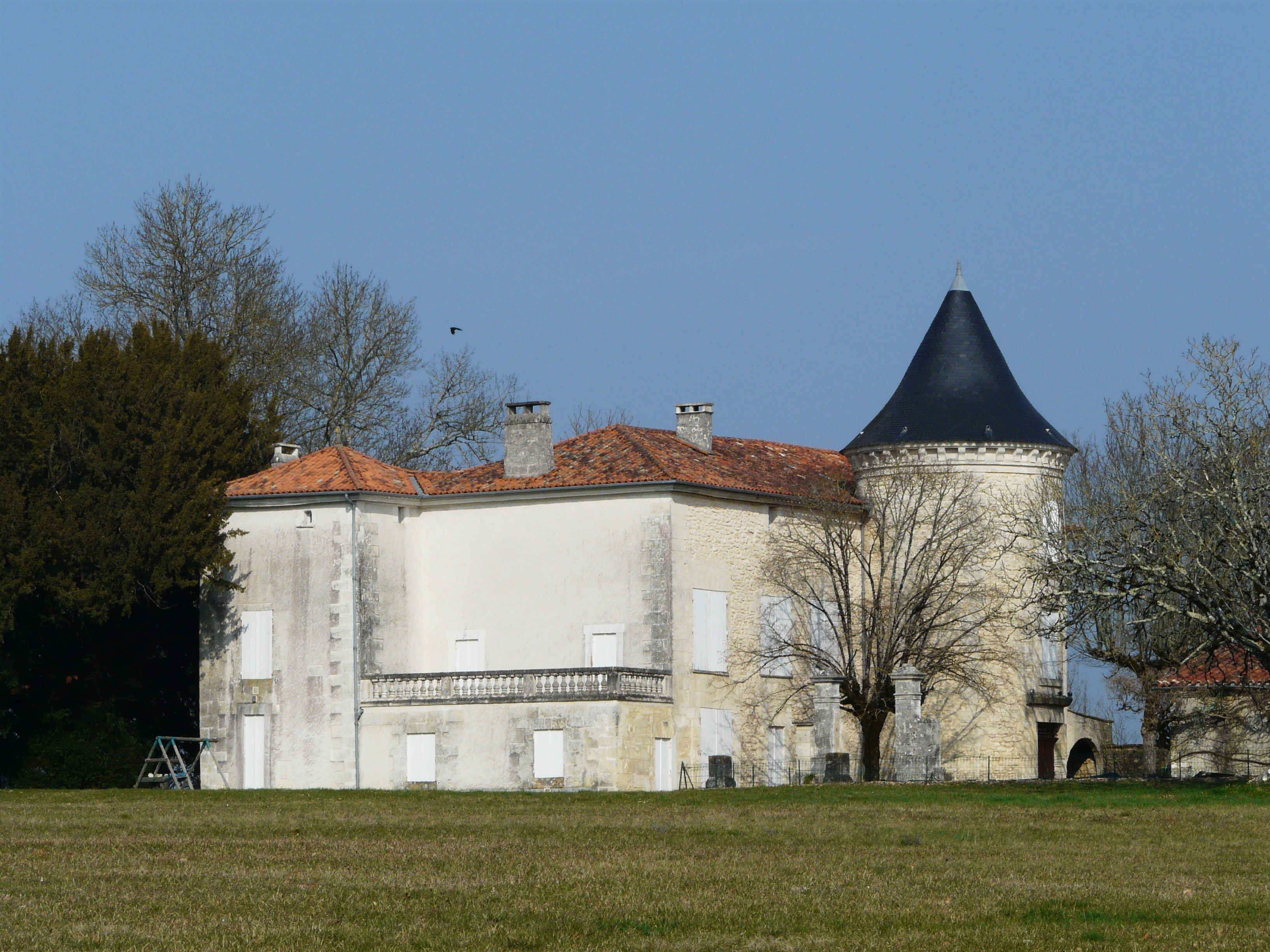
Schloss Peignefort